# Промисао
Промисао или провиђење (лат. providentia — брига, старање, предвиђање) једно је од основних Божјих својстава, начин на који Бог управља и руководи свијетом ради остварења коначног циља.
Свети Јован Дамаскин каже: „Промисао је Божја воља, која све садржи и свиме разумно управља.“
Према хришћанском учењу, судбина и предодређење су неспојиви с појмом Божје правде. Сходно томе, треба јасно разграничити Божју промисао од судбине или предодређења. Божја промисао не стоји изнад Бога већ представља разумно и премудро дејство воље Божје у свијету. Да би се разумео појам Божје промисли и свезнања, мора се јасно успоставити разлика у значењу појмова предзнање и предодређење.